# Rachel McDowall
Rachel Anne McDowall (Whiston, 4 ottobre 1984) è un'attrice inglese.
Ha fatto il suo debutto cinematografico nel 2008 interpretando Lisa nel film Mamma Mia!, che l'ha resa nota in tutto il mondo. Ha recitato in diversi musical a Londra, tra cui Chicago e The Producers.

## Filmografia parziale

### Cinema
- Mamma Mia!, regia di Phyllida Lloyd (2008)
- Quantum of Solace, regia di Marc Forster (2008)
- StreetDance 3D, regia di Max Giwa Dania (2010)
- The Strangers, regia di John Craig Howells (2014)

### Televisione
- Metropolitan Police - serie TV, 2 episodi (2009)
- Zoe Ever After - serie TV, 1 episodio (2016)